# Huberodendron patinoi
Huberodendron patinoi é uma espécie de angiospérmica da família Bombacaceae.
Pode ser encontrada nos seguintes países:  Colômbia, Ecuador, e possivelmente Panamá.
Está ameaçada por perda de habitat.